# Barytarbes honestus
Barytarbes honestus är en stekelart som först beskrevs av Cresson 1868.  Barytarbes honestus ingår i släktet Barytarbes och familjen brokparasitsteklar. Inga underarter finns listade.